# Critters (Gli extraroditori)
Critters (Gli extraroditori) (Critters) è un film del 1986 di Stephen Herek.
Arrivato nelle sale dopo Gremlins (1984) di Joe Dante, ma antecedente per quanto riguarda la stesura della sceneggiatura, Critters si pone a metà strada tra l'horror e l'umorismo più nero.
Critters viene considerato ancor oggi un cult del genere, soprattutto per la sua storia che vede una produzione a basso costo graziata dagli effetti visivi e speciali sviluppati dai fratelli Chiodo. Ha avuto quattro seguiti.

## Trama
Nelle profondità dello spazio più remoto un asteroide artificiale è adibito a carcere di massima sicurezza. Proprio da questa galera volante, un gruppo di criminali sotto forma di mostriciattoli pelosi, i Critters, a causa del loro basso livello di pericolosità vengono trasportati su un'altra stazione. Ma le piccole creature non sono così ingenue come si crede, infatti uccidono il capo stazione e prendono il controllo della navicella per sfuggire a due cacciatori subito messi al loro inseguimento.
Sulla Terra, in una località rurale del Kansas, intanto, la famiglia Brown, composta da Jay (padre), Helen (madre) e i due giovani figli April e Brad, sta litigando per il comportamento irriverente di Brad e del suo amico Charlie, un alcolizzato convinto di sentire trasmissioni aliene attraverso i molari. La vita serena della famiglia sta per essere bruscamente interrotta: dall'autostrada sita poco più avanti al loro casolare, Charlie vede un'astronave cadere nella foresta.
Anche se l'uomo pensa che la sua visione sia frutto dell'alcool, in realtà la "cometa"  non è altro che la stazione della quale si sono impadroniti i Critters.
La scena si sposta nuovamente in casa Brown: Jay e Brad hanno visto anch'essi la cometa, e per distrarsi dal litigio appena terminato escono di casa per andare a controllare cosa stia accadendo. Una volta giunti al luogo della caduta, Jay e Brad notano che una delle mucche di famiglia è stata divorata e scoprono la presenza di una astronave. Nel frattempo Helen sta concludendo le faccende di casa ma alla finestra della cucina nota due occhi rossi che la fissano.
Anche il vice-sceriffo della contea, distratto dalla strana scia luminosa, finisce fuori strada con l'auto di servizio e viene divorato dalle fameliche creature.
I due cacciatori atterrano poco lontano dalla fattoria della famiglia Brown e assumono sembianze umane, il primo quelle di un cantante heavy metal e il secondo quelle del vice-sceriffo straziato dai Critters.
Le terribili creature iniziano la loro ricerca di cibo assalendo Jay che a fatica riesce liberarsi e il fidanzato della figlia April che rimane ucciso. La famiglia Brown si rifugia in casa cercando di difendersi con i fucili e alcune bombe artigianali costruite dal piccolo Brad.
L'azione si sposta nella cittadina rurale, dove giungono i cacciatori a bordo dell'auto del vice-sceriffo ed entrano nella locale chiesa dove si sta celebrando la messa e chiedono delle mostruose creature. Alla risposta negativa e terrorizzata del reverendo, essi devastano tutto con potenti cannoni laser, e il secondo cacciatore assume le sembianze del reverendo. Si recano quindi alla locale sala da bowling e anche qui devastano tutto alla presenza di uno sbalordito Charlie che vede il secondo cacciatore assumere le sue sembianze.
Lo sceriffo decide di raggiungere, a seguito delle curiose segnalazioni, la casa dei Brown, cosa che faranno anche i cacciatori che incontrano sulla strada Brad che si offre di aiutarli. Giunti alla casa dei Brown, iniziano una cruenta battaglia contro i critters, che sconfitti, rapiscono April e insieme al loro leader, un critter gigante, e la trascinano nella loro astronave, intenzionati a banchettare con la ragazza.
Ma Brad e Charlie li raggiungono e, una volta messa in salvo April, lanciano una bomba molotov nella navicella che esplode in volo. Purtroppo i critters poco prima dell'esplosione decidono di far saltare in aria la casa dei Brown come dispettosa ritorsione per la loro sconfitta.
I cacciatori hanno compiuto la loro missione e sono in procinto di ripartire, ma quello con le sembianze del cantante heavy-metal lascia al piccolo Brad un trasmettitore spaziale invitandolo a chiamarlo nel caso avesse bisogno d'aiuto. Ormai amici, il cacciatore e Brad si salutano.
Poco dopo la loro partenza, i cacciatori, con un potente impulso elettronico, ricostruiscono la casa dei Brown, ma nel pollaio si intravedono misteriose uova che sghignazzano.

## Produzione
La lavorazione si è svolta in Kansas tra il 10 novembre 1984 e il 27 gennaio 1985 con a disposizione circa 2.000.000$ di spesa.

## Distribuzione
Il film fu distribuito negli Stati Uniti d'America a partire dall'11 aprile 1986 con poche aspettative, a cura della New Line Cinema, che fece proiettare la pellicola in solo 540 sale cinematografiche. Dopo una settimana di proiezione, il film aveva già incassato 1.618.800$, sbalordendo le compagnie finanziatrici. Alla fine dello sfruttamento nelle sale statunitensi, Critters aveva raggiunto quota 13.167.232$, somma che fu determinante sul futuro della serie, dando vita a tre seguiti.